# Ghafir
Ghafir (Il Perdonatore) è la quarantesima Sura del Corano, una sura meccana composta da 85 versetti. Questa sura è anche conosciuta come Al-Mu’min (Il Credente) in riferimento a un credente menzionato nei versetti 28-45. La sura tratta temi come la misericordia e il perdono di Allah, la punizione degli increduli, la prova dei profeti e l'importanza della fede.

## Contenuto

### Introduzione e Misericordia di Allah
Versetti 1-3: La sura inizia con le lettere misteriose "Ha Mim". Viene subito affermato che il Corano è una rivelazione da parte di Allah, il Perdonatore dei peccati e l'Accettore del pentimento, che è severo nel punire ma anche dotato di grazia infinita.

### Avvertimenti agli Increduli
Versetti 4-20: Viene descritto come gli increduli si oppongono al messaggio divino, negando la verità e cercando di sconfiggere la religione di Allah. La sura avverte che il destino degli increduli sarà l'Inferno e descrive i tormenti che li attendono. Viene inoltre affermato che Allah è giusto e che nessuno sfuggirà al Suo giudizio.

### Storia del Credente della Famiglia di Faraone
Versetti 21-45: Questa sezione narra la storia di un uomo credente della famiglia del Faraone che cercò di difendere Mosè (Musa) e avvertì il suo popolo delle conseguenze della loro incredulità. Questo credente esortò il suo popolo a riflettere sui segni di Allah e a non seguire il Faraone nella sua arroganza e miscredenza. La sua storia è un esempio di coraggio e fede in un contesto ostile.

### Potenza di Allah e Invito alla Fede
Versetti 46-60: La sura continua con una serie di riflessioni sulla potenza di Allah nella creazione dell'universo e nelle meraviglie della natura. Viene sottolineata l'importanza di rivolgersi a Allah in preghiera e di invocarlo con sincerità, poiché Egli è vicino ai Suoi servi e risponde alle loro suppliche.

### Sorte degli Increduli e dei Giusti
Versetti 61-77: Viene ribadito che gli increduli affronteranno una punizione severa nell'Inferno, mentre i giusti saranno ricompensati con i giardini del Paradiso. Viene enfatizzata la giustizia di Allah nel premiare o punire secondo le azioni degli individui. La sura critica anche coloro che seguono ciecamente le tradizioni dei loro antenati senza riflettere sulla verità.

### Conclusione e Esortazione alla Pazienza
Versetti 78-85: La sura conclude ricordando che molti profeti sono stati inviati prima di Muhammad, ognuno dei quali ha portato il messaggio di Allah e ha affrontato l'opposizione dei miscredenti. I credenti vengono esortati a essere pazienti e a confidare nella promessa di Allah, poiché la vittoria finale sarà dei giusti.

## Analisi
La Sura Ghafir è significativa per il suo messaggio di speranza e misericordia, esortando i credenti a pentirsi e a rivolgersi a Allah con sincerità. La storia del credente della famiglia del Faraone serve come potente esempio di fede e resistenza di fronte all'oppressione. La critica all'idolatria e all'ostinazione degli increduli, unita alla promessa di giustizia divina, offre una guida morale e spirituale ai credenti.
In sintesi, la Sura Ghafir enfatizza l'importanza del perdono divino, della giustizia, della fede e della preghiera, fornendo un messaggio di conforto e di ammonimento per l'umanità. La sura invita a riflettere sulla potenza di Allah e sulla necessità di aderire al monoteismo e alla giustizia per ottenere la misericordia e la ricompensa eterna.